# Monochrome (Lee Hyo-ri)
Monochrome è il quinto album in studio della cantante sudcoreana Lee Hyo-ri, pubblicato il 21 maggio 2013. 
L’album viene preceduto dalle hit “Miss Korea” e “Bad Girls”.

## Tracce
1. Holly Jolly Bus (feat. Soonshim the Dog)
2. Miss Korea
3. Love Radar (feat. Beenzino of Jazzyfact)
4. Bad Girls
5. I Hate myself
6. Bounced checks of love
7. Full Moon
8. Trust Me
9. Special
10. Amor Mio (con Park Ji-yong of Honey G)	Lee Hyori
11. Somebody
12. Wouldn't Ask You
13. Going Crazy" (feat. Ahn Young-mi)
14. Show Show Show
15. Better Together
16. Oars

## Classifiche

### Classifiche settimanali
| Classifica (2013) | Posizione massima |
| ----------------- | ----------------- |
| Corea del Sud     | 4                 |

### Classifiche di fine anno
| Classifica (2013) | Posizione |
| ----------------- | --------- |
| Corea del Sud     | 85        |